# Chris Adcock
Chris Adcock (født 27. april 1989) er en engelsk professionel badmintonspiller.